# Iasinkî, Colomeea
Iasinkî (în ucraineană Ясінки) este un sat în comuna Turka din raionul Colomeea, regiunea Ivano-Frankivsk, Ucraina.

## Demografie
Componența lingvistică a localității Iasinkî
     Ucraineană (98,35%)
     Rusă (1,1%)
Conform recensământului din 2001, majoritatea populației localității Iasinkî era vorbitoare de ucraineană (98,35%), existând în minoritate și vorbitori de rusă (1,1%).